# Cseng Szaj-szaj
Cseng Szaj-szaj (egyszerűsített kínai írással: 郑赛赛, pinjin: Zhèng Sàisài) (Senhszi (Shaanxi), 1994. február 5. –) kínai hivatásos teniszezőnő, olimpikon, párosban nyári ifjúsági olimpiai játékok győztese, egyéniben ezüstérmes.
Apja révén tibeti származású, tibeti neve: Suo Dian Zhuoma (egyszerűsített kínai írással: 索典卓玛).
2008-ban kezdte profi pályafutását, egyéniben egy WTA-, három WTA 125K- és 12 ITF-tornát nyert meg. Párosban hat WTA-győzelmet aratott, emellett három WTA 125K-, valamint kilenc páros ITF-tornán végzett az első helyen.
Juniorként 2010-ben párosban elődöntős volt a Roland Garroson, és ebben az évben párosban arany-, egyéniben ezüstérmet szerzett a Szingapúrban rendezett első nyári ifjúsági olimpiai játékokon.
A felnőtt mezőnyben a Grand Slam-tornákon a legjobb eredményeit párosban érte el, a 2019-es Roland Garroson döntőt játszott. Egyéniben a legjobb eredménye a 2. kör, amelyig mind a négy Grand Slam-tornán eljutott.
Legjobb egyéni világranglista-helyezése egyéniben a 34. hely, ezt 2020. március 2-án érte el, párosban a legjobbjaként 2016. július 11-én a 15. helyen állt.
Kína képviseletében részt vett a 2016-os riói olimpia egyéni és páros versenyén. 2015 óta tagja Kína Fed-kupa-válogatottjának.

## Grand Slam döntői

### Páros

#### Elveszített döntők (1)
| Év   | Bajnokság     | Borítás | Partner        | Ellenfél                        | Eredmény |
| ---- | ------------- | ------- | -------------- | ------------------------------- | -------- |
| 2019 | Roland Garros | Salak   | Tuan Jing-jing | Babos Tímea Kristina Mladenovic | 2–6, 3–6 |

## WTA döntői

### Egyéni

#### Győzelmei (1)
| Összesítés            |                              |
| Grand Slam-torna (0)  |                              |
| Premier Mandatory (0) | WTA 1000 (kötelező)* (0)     |
| Premier Five (0)      | WTA 1000 (nem kötelező)* (0) |
| Premier (0)           | WTA 500* (0)                 |
| International (1)     | WTA 250* (0)                 |

*2021-től megváltozott a tornák kategóriáinak elnevezése.
| No. | Dátum              | Torna                            | Borítás | Ellenfél         | Eredmény    | Megj. |
| --- | ------------------ | -------------------------------- | ------- | ---------------- | ----------- | ----- |
| 1.  | 2019. augusztus 4. | Silicon Valley Classic, San José | Kemény  | Arina Szabalenka | 6–3, 7–6(3) |       |

#### Elveszített döntői (1)
| No. | Dátum            | Torna                  | Borítás | Ellenfél    | Eredmény         | Megj. |
| --- | ---------------- | ---------------------- | ------- | ----------- | ---------------- | ----- |
| 1.  | 2018. július 29. | Jiangxi Open, Nancsang | Kemény  | Vang Csiang | 5–7, 0–4 feladta |       |

### Páros

#### Győzelmei (6)
| Összesítés            |                              |
| Grand Slam-torna (0)  |                              |
| Premier Mandatory (0) | WTA 1000 (kötelező)* (0)     |
| Premier Five (0)      | WTA 1000 (nem kötelező)* (0) |
| Premier (1)           | WTA 500* (1)                 |
| International (3)     | WTA 250* (1)                 |

*2021-től megváltozott a tornák kategóriáinak elnevezése.
|    | Dátum                | Torna                                                | Borítás    | Partner            | Ellenfelek a döntőben                          | Eredmény a döntőben | Eredmény a döntőben |
| 1. | 2011. szeptember 24. | Guangzhou Open, Kína                                 | Kemény     | Hszie Su-vej       | Csan Csin-vej Han Hszin-jün                    | 6–2, 6–1            |                     |
| 2. | 2015.augusztus 9.    | Bank of the West Classic, Stanford, Egyesült Államok | Kemény     | Hszü Ji-fan        | Anabel Medina Garrigues Arantxa Parra Santonja | 6–1, 6–3            |                     |
| 3. | 2015. október 18.    | Tianjin Open, Kína                                   | Kemény     | Hszü Ji-fan        | Darija Jurak Nicole Melichar                   | 6–2, 3–6, [10–8]    |                     |
| 4. | 2019. március 2.     | Mexican Open, Acapulco, Mexikó                       | Kemény     | Viktorija Azaranka | Desirae Krawczyk Giuliana Olmos                | 6–1, 6–2            |                     |
| 5. | 2021. október 30.    | Courmayeur Ladies Open, Courmayeur, Olaszország      | Kemény (f) | Vang Hszin-jü      | Hozumi Eri Csang Suaj                          | 6–4, 3–6, [10–5]    |                     |
| 6. | 2024. június 24.     | German Open, Berlin, Németország                     | Fű         | Vang Hszin-jü      | Csan Hao-csing Veronyika Kugyermetova          | 6–2, 7–5            |                     |

#### Elveszített döntői (9)
|    | Dátum              | Torna                                                                | Borítás    | Partner            | Ellenfelek a döntőben                 | Eredmény a döntőben | Eredmény a döntőben |
| 1. | 2014. április 20.  | Malaysian Open, Kuala Lumpur                                         | Kemény     | Csan Jung-zsan     | Babos Tímea Csan Hao-csing            | 3–6, 4–6            |                     |
| 2. | 2015. május 23.    | Internationaux de Strasbourg, Franciaország                          | Salak      | Nagyija Kicsenok   | Csuang Csia-zsung Liang Csen          | 6–4, 4–6, [10–12]   |                     |
| 3. | 2016. január 9.    | Shenzhen Open, Kína                                                  | Kemény     | Hszü Ji-fan        | Vania King Monica Niculescu           | 1–6, 4–6            |                     |
| 4. | 2019. június 9.    | 2019-es Roland Garros, Párizs                                        | Salak      | Tuan Jing-jing     | Babos Tímea Kristina Mladenovic       | 2–6, 3–6            |                     |
| 5. | 2020. január 11.   | Shenzhen Open, Sencsen, Kína                                         | Kemény     | Tuan Jing-jing     | Barbora Krejčíková Kateřina Siniaková | 2–6, 6–3, [4–10]    |                     |
| 6. | 2020. január 22.   | Dubai Duty Free Tennis Championships, Dubaj, Egyesült Arab Emírségek | Kemény     | Barbora Krejčíková | Hszie Su-vej Barbora Strýcová         | 5–7, 6–3, [5–10]    |                     |
| 7. | 2021. március 20.  | Monterrey Open, Monterrey, Mexikó                                    | Kemény     | Heather Watson     | Caroline Dolehide Asia Muhammad       | 2–6, 3–6            |                     |
| 8. | 2021. november 12. | Linz Open, Linz, Ausztria                                            | Kemény (f) | Vang hszin-jü      | Natyela Dzalamidze Kamilla Rahimova   | 4–6, 2–6            |                     |
| 9. | 2025. február 2.   | Singapore Open, Szingapúr                                            | Kemény (f) | Vang hszin-jü      | Desirae Krawczyk Giuliana Olmos       | 5–7, 0–6            |                     |

## WTA 125K döntői

### Egyéni: 5 (3–2)
| Eredmény | Gy–V | Dátum                | Torna                                          | Borítás | Ellenfél         | Eredmény         |
| -------- | ---- | -------------------- | ---------------------------------------------- | ------- | ---------------- | ---------------- |
| Döntős   | 1–0  | 2013. augusztus 11.  | Suzhou Ladies Open, Szucsou, Kína              | Kemény  | Sahar Peér       | 2–6, 6–2, 3–6    |
| Győztes  | 1–1  | 2015. szeptember 13. | Dalian Women's Tennis Open, Talien, Kína       | Kemény  | Julia Glushko    | 2–6, 6–1, 7–5    |
| Győztes  | 2–1  | 2018. április 21.    | Zhengzhou Women's Tennis Open, Csengcsou, Kína | Kemény  | Vang Ja-fan      | 5–7, 6–2, 6–1    |
| Döntős   | 2–2  | 2018. május 6.       | Kunming Open, Anning, Kína                     | Salak   | Irina Hromacsova | 6–3, 4–6, 6–7(5) |
| Győztes  | 3–2  | 2019. április 28.    | Anning, Kína                                   | Salak   | Csang Suaj       | 6–4, 6–1         |

### Páros: 3 (3–0)
| Eredmény | Gy–V | Dátum                | Torna                                                     | Borítás    | Partner        | Ellenfelek                           | Eredmény         |
| -------- | ---- | -------------------- | --------------------------------------------------------- | ---------- | -------------- | ------------------------------------ | ---------------- |
| Győzelem | 1–0  | 2015. augusztus 2.   | Jiangxi International Women’s Tennis Open, Nancsang, Kína | Kemény     | Csang Kaj-csen | Csan Csin-vej Vang Ja-fan            | 6–3, 4–6, [10–3] |
| Győzelem | 2–0  | 2015. szeptember 13. | Dalian Women's Tennis Open, Telien, Kína                  | Kemény     | Csang Kaj-lin  | Csan Csin-vej Darija Jurak           | 6–3, 6–4         |
| Győzelem | 3–0  | 2021. szeptember 27. | Columbus Challenger, Columbus, Ohio, Egyesült Államok     | Kemény (f) | Vang Hszin-jü  | Dalila Jakupović Nuria Párrizas Díaz | 6–1, 6–1         |

## ITF döntői
| $100,000 torna       |
| $75,000 torna        |
| $50,000/60,000 torna |
| $25,000 torna        |
| $10,000 torna        |

### Egyéni: 20 (12–8)
| Eredmény | No. | Dátum                | Torna                        | Borítás | Ellenfél          | Eredmény      |
| -------- | --- | -------------------- | ---------------------------- | ------- | ----------------- | ------------- |
| Győztes  | 1.  | 2009. július 6.      | Sencsen, Kína                | Kemény  | Sabina Sharipova  | 7–5, 6–4      |
| Döntős   | 1.  | 2010. április 5.     | Ningpo, Kína                 | Kemény  | Tien Zsan         | 6–2, 6–3      |
| Döntős   | 2.  | 2010. június 28.     | Hofej, Kína                  | Kemény  | Tuan Jing-jing    | 6–3, 6–4      |
| Győztes  | 2.  | 2010. október 25.    | Tajpej, Tajvan               | Kemény  | Csang Ling        | 6–3, 6–3      |
| Döntős   | 3.  | 2011. január 17.     | Muzaffarnagar, India         | Fű      | Tadeja Majerič    | 6–2, 5–7, 6–2 |
| Döntős   | 4.  | 2011. január 31.     | Burnie, Ausztrália           | Kemény  | Eugenie Bouchard  | 6–4, 6–3      |
| Döntős   | 5.  | 2012. április 9.     | Wenshan, Kína                | Kemény  | Hszie Su-vej      | 6–3, 6–3      |
| Győztes  | 3.  | 2012. május 14.      | Kurume, Japán                | Fű      | Monique Adamczak  | 7–5, 6–2      |
| Győztes  | 4.  | 2012. október 28.    | Tajpej, Tajvan               | Kemény  | Zarina Dias       | 6–4, 6–1      |
| Döntős   | 6.  | 2013. szeptember 9.  | Sanya, Kína                  | Kemény  | Karolína Plíšková | 6–3, 6–4      |
| Győztes  | 5.  | 2014. május 5.       | Anning, Kína                 | Salak   | Jovana Jakšić     | 6–2, 6–3      |
| Győztes  | 6.  | 2015. április 27.    | Gifu, Japán                  | Kemény  | Ószaka Naomi      | 3–6, 7–5, 6–4 |
| Győztes  | 7.  | 2015. május 4.       | Anning, Kína                 | Salak   | Han Hszin-jün     | 6–4, 3–6, 6–4 |
| Döntős   | 7.  | 2017. március 6.     | Csuhaj, Kína                 | Kemény  | Denisa Allertová  | 3–6, 6–2, 4–6 |
| Győztes  | 8.  | 2017. április 2.     | Quanzhou, Kína               | Kemény  | Liu Fang-csou     | 6–2, 6–3      |
| Győztes  | 9.  | 2017. április 30.    | Anning, Kína                 | Salak   | Zarina Dias       | 7–5, 6–4      |
| Győztes  | 10. | 2018. április 28.    | Quanzhou, Kína               | Kemény  | Liu Fang-csou     | 6–3, 6–1      |
| Győztes  | 11. | 2018. október 21.    | Szucsou, Kína                | Kemény  | Jana Čepelová     | 7–5, 6–1      |
| Döntős   | 8.  | 2018. november 11.   | Sencsen, Kína                | Kemény  | Ivana Jorović     | 3–6, 6–2, 4–6 |
| Győztes  | 12. | 2021. szeptember 19. | Caldas da Rainha, Portugália | Kemény  | Harmony Tan       | 6–4, 3–6, 6–3 |

### Páros: 16 (9–7)
| Eredmény | No. | Dátum                | Torna                        | Borítás | Partner                 | Ellenfelek                              | Eredmény         |
| -------- | --- | -------------------- | ---------------------------- | ------- | ----------------------- | --------------------------------------- | ---------------- |
| Győztes  | 1.  | 2010. június 28.     | Hofej, Kína                  | Kemény  | Tian Ran                | Bai Xi Csang Kaj-lin                    | 6–0, 6–4         |
| Döntős   | 1.  | 2010. október 25.    | Tajpej, Tajvan               | Kemény  | Juan Ting-fei           | Kao Shao-yuan Vang Csiang               | 6–3, 7–6(2)      |
| Győztes  | 2.  | 2011. május 23.      | Changwon, Dél-Korea          | Kemény  | Csan Hao-csing          | Yurika Sema Erika Takao                 | 6–2, 4–6, [11–9] |
| Döntős   | 2.  | 2011. augusztus 1.   | Peking, Kína                 | Kemény  | Tetiana Luzhanska       | Csan Hao-csing Csan Jung-zsan           | 6–2, 6–3         |
| Győztes  | 3.  | 2011. szeptember 12. | Ningpo, Kína                 | Kemény  | Tetiana Luzhanska       | Csan Csin-vej Han Hszin-jün             | 6–4, 5–7, [10–4] |
| Döntős   | 3.  | 2012. február 6.     | Launceston, Ausztrália       | Kemény  | Hszie Su-jing           | Kotomi Takahata Aojama Súko             | 6–4, 6–4         |
| Győztes  | 4.  | 2012. március 12.    | Sanya, Kína                  | Kemény  | Erika Sema              | Liang Csen Zhou Yimiao                  | 6–2, 6–2         |
| Döntős   | 4.  | 2012. március 24.    | Phuket, Thaiföld             | Kemény  | Csan Csin-vej           | Natyela Dzalamidze Marta Szirotkina     | 4–6, 1–6         |
| Győztes  | 5.  | 2012. március 31.    | Phuket, Thaiföld             | Kemény  | Noppawan Lertcheewakarn | Sun Shengnan Han Hszin-jün              | 6–3, 6–3         |
| Győztes  | 6.  | 2012. május 6.       | Gifu, Japán                  | Kemény  | Jessica Pegula          | Csan Csin-vej Hsu Wen-hsin              | 6–4, 3–6, [10–4] |
| Döntős   | 5.  | 2012. szeptember 10. | Ningpo, Kína                 | Kemény  | Tetiana Luzhanska       | Aojama Súko Csang Kaj-csen              | 2–6, 5–7         |
| Döntős   | 6.  | 2014. április 21.    | Nanning, Kína                | Kemény  | Zhang Ling              | Csang Kaj-lin Han Hszin-jün             | 6–7(8), 6–7(3)   |
| Győztes  | 7.  | 2014. május 10.      | Trnava, Szlovákia            | Salak   | Stephanie Vogt          | Margarita Gaszparjan Jevgenyija Rogyina | 6–4, 6–2         |
| Győztes  | 8.  | 2015. május 8.       | Anning, Kína                 | Kemény  | Hszü Ji-fan             | Jang Csao-hszüan Ye Qiuyu               | 7–5, 6–2         |
| Győztes  | 9.  | 2018. július 14.     | Contrexéville, Franciaország | Salak   | An-Sophie Mestach       | Prarthana Thombare Eva Wacanno          | 3–6, 6–2, [10–7] |
| Döntős   | 7.  | 2019. november 17.   | Huahin, Thaiföld             | Kemény  | Ng Kwan-yau             | Lesley Kerkhove Tamarine Tanasugarn     | 2–6, 6–7(5)      |

## Eredményei Grand Slam-tornákon

### Egyéni
| Grand Slam | Australian Open | Australian Open    | Roland Garros  | Roland Garros        | Wimbledon      | Wimbledon          | US Open        | US Open             |
| Év         | Eredmény        | Utolsó ellenfél    | Eredmény       | Utolsó ellenfél      | Eredmény       | Utolsó ellenfél    | Eredmény       | Utolsó ellenfél     |
| 2012       | −               | −                  | −              | −                    | Selejtező (Q2) | Selejtező (Q2)     | Selejtező (Q3) | Selejtező (Q3)      |
| 2013       | Selejtező (Q1)  | Selejtező (Q1)     | Selejtező (Q1) | Selejtező (Q1)       | −              | −                  | Selejtező (Q1) | Selejtező (Q1)      |
| 2014       | Selejtező (Q1)  | Selejtező (Q1)     | Selejtező (Q2) | Selejtező (Q2)       | Selejtező (Q1) | Selejtező (Q1)     | 2. kör         | Lucie Šafářová      |
| 2015       | 1. kör          | Daniela Hantuchová | 1. kör         | Lucie Hradecká       | 1. kör         | Caroline Wozniacki | 1. kör         | Madison Brengle     |
| 2016       | 2. kör          | Konta Johanna      | 1. kör         | Dominika Cibulková   | 1. kör         | María Szákari      | 2. kör         | Katerina Bondarenko |
| 2017       | 1. kör          | Danka Kovinić      | 1. kör         | Karolína Plíšková    | 1. kör         | Darja Kaszatkina   | 2. kör         | Julia Görges        |
| 2018       | −               | −                  | 1. kör         | Jekatyerina Makarova | 2. kör         | Simona Halep       | Selejtező (Q1) | Selejtező (Q1)      |
| 2019       | 1. kör          | Garbiñe Muguruza   | 1. kör         | Vang Csiang          | 1. kör         | Ashleigh Barty     | 1. kör         | Venus Williams      |
| 2020       | 2. kör          | Ószaka Naomi       | –              | –                    | elmaradt       | elmaradt           | –              | –                   |
| 2021       | 1. kör          | Barbora Krejčíková | 2. kör         | Marta Kosztyuk       | –              | –                  | –              | –                   |
| 2022–2023  | –               | –                  | –              | –                    | –              | –                  | –              | –                   |
| 2024       | –               | –                  | –              | –                    | –              | –                  | 1. kör         | Jessika Ponchet     |
| 2025       | 1. kör          | Erika Andrejeva    |                |                      |                |                    |                |                     |

### Párosban
| Grand Slam | Australian Open            | Australian Open                     | Roland Garros                 | Roland Garros                       | Wimbledon                | Wimbledon                           | US Open                    | US Open                             |
| Év         | Eredmény Partner           | Utolsó ellenfél                     | Eredmény Partner              | Utolsó ellenfél                     | Eredmény Partner         | Utolsó ellenfél                     | Eredmény Partner           | Utolsó ellenfél                     |
| 2012       | –                          | –                                   | 2. kör Dominika Cibulková     | J Makarova J Vesznyina              | 1. kör Alexandra Cadanțu | Liezel Huber Lisa Raymond           | 1. kör Katarina Srebotnik  | Eva Birnerová Romina Oprandi        |
| 2013       | Elődöntő Varvara Lepchenko | Ashleigh Barty Casey Dellacqua      | Negyeddöntő Varvara Lepchenko | Sara Errani Roberta Vinci           | 2. kör Varvara Lepchenko | Nagyja Petrova Katarina Srebotnik   | 2. kör Varvara Lepchenko   | Cara Black Marina Eraković          |
| 2014       | 1. kör Tamarine Tanasugarn | Csan Hao-csing Liezel Huber         | 2. kör Vera Dusevina          | Hszie Su-vej Peng Suaj              | –                        | –                                   | 2. kör Varvara Lepchenko   | Květa Peschke Katarina Srebotnik    |
| 2015       | 1. kör Cara Black          | Gabriela Dabrowski Alicja Rosolska  | 2. kör Varvara Lepchenko      | B Mattek-Sands Lucie Šafářová       | 1. kör Zarina Dias       | Martina Hingis Szánija Mirza        | 2. kör Vania King          | Michaëlla Krajicek Barbora Strýcová |
| 2016       | Elődöntő Hszü Ji-fan       | Andrea Hlaváčková Lucie Hradecká    | Negyeddöntő Hszü Ji-fan       | M Gaszparjan Sz Kuznyecova          | 1. kör Hszü Ji-fan       | Darija Jurak Anastasia Rodionova    | 3. kör Hszü Ji-fan         | Martina Hingis Coco Vandeweghe      |
| 2017       | 3. kör Katarina Srebotnik  | Caroline Garcia Kristina Mladenovic | Negyeddöntő I-C Begu          | Ashleigh Barty Casey Dellacqua      | –                        | –                                   | 2. kör Alla Kudrjavceva    | Lucie Šafářová Barbora Strýcová     |
| 2018       | –                          | –                                   | 1. kör Zarina Dias            | Raquel Atawo A-L Grönefeld          | –                        | –                                   | 1. kör Zarina Dias         | B Mattek-Sands Lucie Šafářová       |
| 2019       | 1. kör Aleksandra Krunić   | Monique Adamczak Jessica Moore      | Döntő Tuan Jing-jing          | Babos Tímea Kristina Mladenovic     | 3. kör Tuan Jing-jing    | Gabriela Dabrowski Hszü Ji-fan      | Negyeddöntő Tuan Jing-jing | Elise Mertens Arina Szabalenka      |
| 2020       | 1. kör Tuan Jing-jing      | Hayley Carter Luisa Stefani         | –                             | –                                   | elmaradt                 | elmaradt                            | –                          | –                                   |
| 2021       | 1. kör Tuan Jing-jing      | Aleksandra Krunić Martina Trevisan  | 2. kör Ellen Perez            | Gabriela Dabrowski Leylah Fernandez | –                        | –                                   | –                          | –                                   |
| 2022       | –                          | –                                   | –                             | –                                   | –                        | –                                   | –                          | –                                   |
| 2023       | –                          | –                                   | –                             | –                                   | –                        | –                                   | –                          | –                                   |
| 2024       | –                          | –                                   | –                             | –                                   | 1. kör Vang Hszin-jü     | Caroline Garcia Kristina Mladenovic | 1. kör Vang Hszin-jü       | Katie Boulter Anna Kalinszkaja      |
| 2025       | 3. kör Vang Hszin-jü       | Kamilla Rahimova S Sorribes Tormo   | 2. kör Vang Hszin-jü          | Ulrikke Eikeri Hozumi Eri           | 1. kör Vang Hszin-jü     | Gabriela Dabrowski Erin Routliffe   |                            |                                     |

## Év végi világranglista-helyezései
| Év     | 2009 | 2010 | 2011 | 2012 | 2013 | 2014 | 2015 | 2016 | 2017 | 2018 | 2019 | 2020 | 2021 | 2022  | 2023 | 2024 |
| Egyéni | 718. | 661. | 276. | 133. | 162. | 97.  | 70.  | 84.  | 94.  | 46.  | 39.  | 41.  | 80.  | –     | –    | 695. |
| Páros  | –    | 757. | 108. | 98.  | 39.  | 81.  | 39.  | 24.  | 65.  | 151. | 27.  | 28.  | 43.  | 1139. | –    | 70.  |